# ماساجی کیتانو
ماساجی کیتانو (ژاپنی: 北野政次؛ انگلیسی: Masaji Kitano؛ ۱۴ ژوئیهٔ ۱۸۹۴ – ۱۷ مهٔ ۱۹۸۶) یک پزشک، میکروب‌شناس و سپهبد ارتش امپراتوری ژاپن بود. او فرماندهٔ دوم «واحد ۷۳۱»، یک تشکیلات مخفیانه تحقیقات و توسعه سلاح‌های میکروبی و شیمیایی بود که مسئول انجام برخی از بدنام‌ترین جنایات جنگی ژاپن در دوران جنگ جهانی دوم شناخته می‌شود.

## زندگی‌نامه
کیتانو دانش‌آموختهٔ دانشگاه توکیو در رشتهٔ پزشکی بود و در سال ۱۹۱۹ میلادی از این دانشگاه فارغ‌التحصیل شد. او در سال ۱۹۲۱ به عنوان جراح و با درجهٔ ستوانی وارد ارتش شد و در سال ۱۹۳۲، به بیمارستان شماره یک ارتش ژاپن در توکیو رفت. سپس بیمارستان مذکور را ترک کرد و به دانشکدهٔ پزشکی ارتش پیوست. در سال ۱۹۳۶، او را به مانچوکوئو که بخشی از امپراتوری ژاپن بود اعزام کردند و به عنوان استاد رشتهٔ میکروب‌شناسی در «دانشکدهٔ پزشکی مانچو» مشغول به کار شد.
در سال ۱۹۴۲ میلادی، وی را به سِمَتِ فرماندهٔ دوم «واحد ۷۳۱» گماشتند. فرماندهٔ پیشین این مرکز، سپهبد شیرو ایشی بود. در آوریل ۱۹۴۵ میلادی کیتانو را به درجهٔ سپهبدی ارتقاء دادند و نیز به فرماندهیِ «سپاه سیزدهم پزشکی ارتش» منصوب کردند.
پس از تسلیم ژاپن در اوت ۱۹۴۵، وی را در کمپ اسرای جنگی در شانگهای زندانی کردند. همچون سایر پرسنل این واحد نظامی، کیتانو را نیز در ژانویه ۱۹۴۶ به ژاپن بازگرداندند. پس از بازگشت، کیتانو در شرکت داروسازی «صلیب سبز» مشغول به کار شد. در سال ۱۹۵۹ میلادی، او به ریاستِ این شرکت در توکیو رسید. کیتانو مسئولِ ارشد مراسم تشییع جنازهٔ همکارش شیرو ایشی هم بود.
ماساجی کیتانو در سال ۱۹۸۶ در توکیو درگذشت.